# Gerald von Ostia
Gerald von Ostia OSB (* vor 1040 in Regensburg; † 7. Dezember 1077 in Rom) war Bischof von Ostia, Kardinal und ist ein Heiliger der katholischen Kirche.

## Leben
Gerald unterrichtete an der Domschule zu Regensburg und trat 1061, zusammen mit seinem Freund Ulrich (1029–1093, Heiliger), in das Benediktinerkloster Cluny ein und wurde schon nach kurzer Verweildauer zum Prior auserkoren. 1067 wurde er von Papst Alexander II. (1061–1073) nach Rom berufen und zum Kardinalbischof kreiert (vergleich Kreierung eines Kardinals) sowie zum Bischof geweiht. Danach wurde er Nachfolger des 1072 verstorbenen Petrus Damiani OSB als Bischof von Ostia.

## Päpstlicher Legat und Vermittler
Er wurde vom Heiligen Stuhl als päpstlicher Legat ausgesandt und verweilte in Frankreich und Spanien sowie in Deutschland. Im Investiturstreit fungierte er als Vermittler zwischen Papst Gregor VII. (1073–1085) und König Heinrich IV. Im Februar 1067 geriet Gerald in der Lombardei in die Gefangenschaft von Anhängern des Königs. Er verstarb am 7. Dezember 1077. Ein Teil seiner Reliquien wird in der Kathedrale von Velletri aufbewahrt. Sein – nicht gebotener – Gedenktag ist ebenfalls der 7. Dezember.